# Mamakan (Fluss)
Der Mamakan (russisch Мамакан) ist ein linker Nebenfluss des Witim in der Oblast Irkutsk im Südosten Sibiriens.
Der Mamakan entspringt als Sredni Mamakan („Mittlerer Mamakan“) im Nördlichen Mujagebirge. Er fließt in überwiegend nördlicher Richtung und nimmt dabei den Linken Mamakan und den Rechten Mamakan auf. Nach 209 km trifft der Mamakan bei der gleichnamigen Siedlung Mamakan auf den nach Westen fließenden Witim. Der Mamakan entwässert ein Areal von 9460 km². Der Fluss gefriert im Oktober. Im Mai ist der Mamakan wieder eisfrei. Der mittlere Abfluss (MQ) nahe der Mündung beträgt 164 m³/s.
Unmittelbar oberhalb der Mündung wird der Mamakan aufgestaut. Das 1962 fertiggestellte Mamakan-Wasserkraftwerk (⊙) hat eine installierte Leistung von 86 MW. Die Fallhöhe beträgt 45 m.